# 福島県道351号大倉大橋浜野線
福島県道351号大倉大橋浜野線（ふくしまけんどう351ごう おおくらおおはしはまのせん）は、福島県南会津郡只見町から同郡南会津町に至る一般県道である。

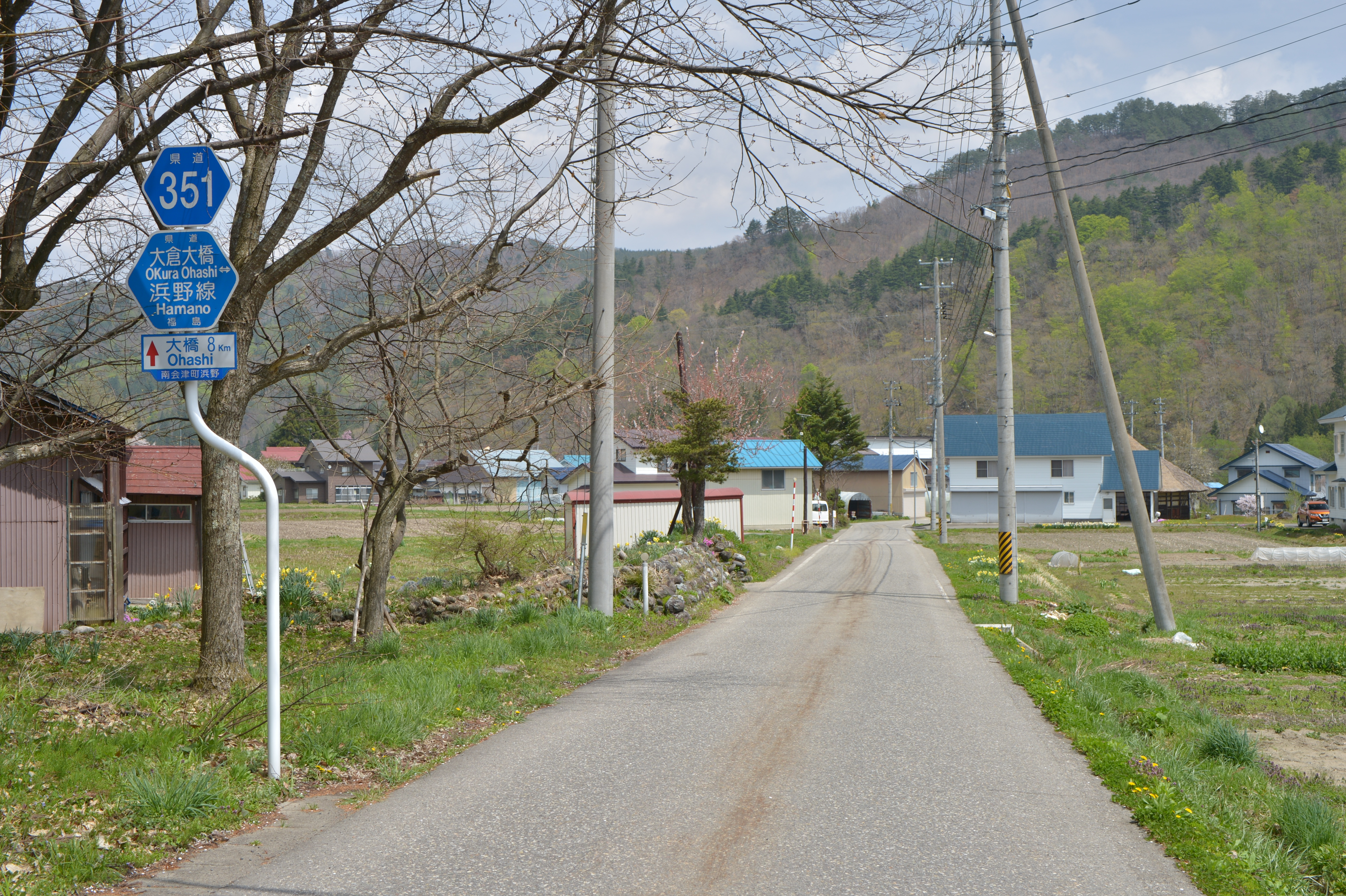
福島県道351号大倉大橋浜野線
南会津町浜野の終点付近（2019年5月）

## 路線概要
- 起点：南会津郡只見町大字大倉字中地
- 終点：南会津郡南会津町浜野字上ヱ原
- 総延長：24.389km[1]
  - 実延長：総延長に同じ
- 路線認定年月日：1959年8月31日[2]

一級河川阿賀野川水系只見川支流の伊南川左岸に沿い、右岸に沿う国道289号、国道401号と川を挟んで並走する。

### 道路施設
八幡橋
- 全長：148.5m
- 幅員：8.2m
- 竣工：1973年[3]

只見町二軒在家字権現堂にて一級水系阿賀野川水系伊南川支流の塩ノ岐川を渡る。橋上は上下対向2車線で供用され歩道は設置されていない。
富沢橋
- 全長：34.8m
- 幅員：8.2m
- 竣工：1982年[3]

南会津町和泉田にて一級水系阿賀野川水系伊南川支流の富沢川を渡る。橋上は上下対向2車線で供用され歩道は設置されていない。

## 通過する自治体
- 福島県
  - 南会津郡只見町 - 同郡南会津町

## 接続・交差する道路
- 只見町内
  - 国道289号（大字大倉字中地 起点）
- 南会津町内
  - 国道401号（浜野字上ヱ原 終点）